# Wondelgem
Wondelgem, ou Wondelghem en français,, est une section de la ville belge de Gand située en Région flamande dans la province de Flandre-Orientale.